# Werner Holly
Werner Holly (* 4. November 1946 in Heidelberg) ist ein deutscher Germanist, Sprachwissenschaftler und Hochschullehrer.

## Leben und Wirken
Nach seiner Reifeprüfung 1966 in Heidelberg studierte Werner Holly von 1967 bis 1974 Germanistik, Politikwissenschaft und Soziologie und zwar von 1967 bis 1969 und von 1970 bis 1974 an der Universität Heidelberg. Von 1969 bis 1970 war er Student an der Universität München und 1970 an der Universität Freiburg/Br. Das erste Staatsexamen für den höheren Schuldienst legte er 1974 ab. Im Jahre 1977 promovierte er bei Peter von Polenz an der Universität Heidelberg. Seit 1976 war er an der Universität Trier tätig, zunächst bis 1982 als wissenschaftlicher Mitarbeiter und von 1982 bis 1988 als Hochschulassistent. Dort habilitierte er sich 1988 für Germanistische Linguistik und lehrte bis 1993 als Hochschuldozent. Von 1993 bis zu seinem Eintritt in den Ruhestand 2012 hatte er eine Professor für Germanistische Sprachwissenschaft an der Technischen Universität Chemnitz inne. 2006 führte ihn eine Gastprofessur an die Universidade de São Paulo.
Als Linguist beschäftigt sich Werner Holly u. a. mit der Sprache in der Politik (Politikersprache) und der Medienkommunikation, vor allem im Fernsehen.

## Veröffentlichungen (Auswahl)
- Imagearbeit in Gesprächen. Zur linguistischen Beschreibung des Beziehungsaspekts (= Reihe Germanistische Linguistik, Bd. 18). Niemeyer, Tübingen 1979, ISBN 3-484-10346-9 (= Dissertation Universität Heidelberg).
- (mit Peter Kühn u. Ulrich Püschel): Politische Fernsehdiskussionen. Zur medienspezifischen Inszenierung von Propaganda als Diskussion (= Medien in Forschung + Unterricht, Ser. A, Bd. 18). Niemeyer, Tübingen 1986, ISBN 3-484-34018-5.
- (Mithrsg.): Redeshows. Fernsehdiskussionen in der Diskussion (= Medien in Forschung + Unterricht, Ser. A, Bd. 26). Niemeyer, Tübingen 1989, ISBN 3-484-34026-6.
- Politikersprache. Inszenierungen und Rollenkonflikte im informellen Sprachhandeln eines Bundestagsabgeordneten. de Gruyter, Berlin 1990, ISBN 3-11-012307-X (= Habilitationsschrift Universität Trier).
- Die Behandlung des politisch-sozialen Wortschatzes im Deutschen Wörterbuch. In: Alan Kirkness (Hrsg.): Studien zum Deutschen Wörterbuch von Jacob Grimm und Wilhelm Grimm. Bd. 2. Niemeyer, Tübingen 1991, S. 347–405, ISBN 3-484-30933-4.
- (Hrsg., mit Ulrich Püschel): Medienrezeption als Aneignung. Methoden und Perspektiven qualitativer Medienforschung. Westdeutscher Verlag, Opladen 1993, ISBN 3-531-12430-7.
- (Mithrsg.): Textstrukturen im Medienwandel (= Forum angewandte Linguistik, Bd. 29). Lang, Frankfurt/M. 1996, ISBN 3-631-50014-9.
- (mit Ulrich Püschel): Sprache und Fernsehen (= Studienbibliografien Sprachwissenschaft, Bd. 17). Groos, Heidelberg 1996, ISBN 3-87276-754-2.
- (Hrsg., mit Bernd Ulrich Biere): Medien im Wandel. Westdeutscher Verlag, Opladen 1998, ISBN 3-531-12975-9.
- (Mithrsg.): Neue Medien im Alltag. Begriffsbestimmungen eines interdisziplinären Forschungsfeldes. Leske u. Budrich, Opladen 2000, ISBN 3-8100-2674-3.
- (Mithrsg.): Der sprechende Zuschauer. Wie wir uns Fernsehen kommunikativ aneignen. Westdeutscher Verlag, Opladen 2001, ISBN 978-3-531-13696-7.
- Fernsehen (= Grundlagen der Medienkommunikation, Bd. 15). Niemeyer, Tübingen 2004, ISBN 3-484-37115-3.
- (Hrsg., mit Fritz Hermanns): Linguistische Hermeneutik. Theorie und Praxis des Verstehens und Interpretierens (= Reihe Germanistische Linguistik, Bd. 272). Niemeyer, Tübingen 2007, ISBN 3-484-31272-6.
- (Mithrsg.): Sprache - Kultur - Kommunikation. Ein internationales Handbuch zu Linguistik als Kulturwissenschaft (= Handbücher zur Sprach- und Kommunikationswissenschaft, Bd. 43). de Gruyter Mouton, Berlin 2016, ISBN 978-3-11-022449-8.
- Imagearbeit. In: Thomas Niehr u. a. (Hrsg.): Handbuch Sprache und Politik. Bd. 2. Hempen, Bremen 2017, S. 882–899, ISBN 978-3-944312-47-7.
- Streit und Dissens. In: Karin Birkner/NIna Janich (Hrsg.) Handbuch Text und Gespräch (= Handbücher Sprachwissen, Bd. 5). de Gruyter, Berlin 2018, S. 509–532, ISBN 3-11-029572-5.
- Thron- und Parlamentsrede. In: Armin Burkhardt (Hrsg.): Handbuch politische Rhetorik (= Handbücher Rhetorik, Bd. 10). de Gruyter, Berlin 2019, IS. 415–433, ISBN 978-3-11-033130-1.
- Sprachgeschichte als Herrschaftsgeschichte. In: Jochen A. Bär u. a. (Hrsg.): Handbuch Sprache in der Geschichte (= Handbücher Sprachwissen, Bd. 8). de Gruyter, Berlin 2019, S. 442–465, ISBN 978-3-11-029575-7.
- Wie diebisch ist diese ELSTER? Ein medienlinguistischer Versuch mit dem Online-Steuerverfahren. In: Rudolf Fischer (Hrsg.): Verständliche Verwaltungskommunikation im Zeitalter der Digitalisierung. Konzepte – Lösungen – Fallbeispiele (= Verwaltungsressourcen und Verwaltungsstrukturen, Bd. 35). Nomos, Baden-Baden 2020, S. 183–198, ISBN 978-3-8487-6200-2.
- Woelki kämpft um sein Amt. Stilistische Anmerkungen zu Rede und Körper in einer heiklen Pressekonferenz. In: Aptum, Bd. 18 (2022), H. 1, S. 21–39.